# 최정우 (배우)
최정우(崔廷宇, 1957년 2월 17일 ~ 2025년 5월 27일)는 대한민국의 배우이다. 1975년 <어느 배우의 생애>를 통해 연극배우로 데뷔한 후 극단 신시를 거쳐 1980년 동양방송 성우로 데뷔하였다.
2025년 5월 27일 향년 68세로 별세했다. 그는 <신의 퀴즈> 시리즈 등으로 젊은 사람들에게도 사랑받았고, 죽기 전에 <수상한 그녀>, <옥씨부인전> 등에 출연하였다. 아직 정확한 사인이 밝혀진 것은 아니지만 죽기 전 공황장애 및 우울감을 호소했던 것으로 알려졌다. 그의 장례식과 발인은 김포 우리병원에서 5월 29일 오전 10시에 열렸다.

## 출연작

### 드라마
- 1988년 KBS1 특집드라마 《따뜻한 남쪽나라》
- 2002년 KBS2 수목 특별기획 드라마 《태양인 이제마》
- 2003년 MBC 주말연속극 《죽도록 사랑해》
- 2006년 KBS1 대하드라마 《서울 1945》
- 2006년 SBS 월화 미니시리즈 《연애시대》 ... 민현중 아버지 역
- 2007년 SBS 대하드라마 《연개소문》... 이건성 역
- 2007년 MBC 월화 특별기획 드라마 《이산》 ... 사도세자를 돕는 내관 역
- 2007년 SBS 수목 대기획 드라마 《로비스트》 ... 이철호 제독 역
- 2008년 KBS2 월화 미니시리즈 《최강칠우》 ... 조선 인조 이종 역
- 2008년 SBS 드라마스페셜 《바람의 화원》 ... 김귀주 역
- 2009년 SBS 주말 특별기획 드라마 《찬란한 유산》 ... 박태수 역
- 2009년 MBC 수목 미니시리즈 《히어로》 ... 최일두 역
- 2010년 MBC 4부작 수목 미니시리즈 《런닝, 구》 ... 종일 역
- 2010년 SBS 드라마 스페셜 《검사 프린세스》 ... 마상태 역
- 2010년 SBS 드라마 스페셜 《나쁜 남자》
- 2010년 OCN 금요 미니시리즈 《신의 퀴즈》 ... 장규태 역
- 2010년 MBC 월화 미니시리즈 《역전의 여왕》 ... 구호승 역
- 2011년 SBS 월화 미니시리즈 《마이더스》 ... 유기준 역
- 2011년 SBS 드라마 스페셜 《49일》 ... 신일식 역
- 2011년 SBS 드라마 스페셜 《시티헌터》 ... 천재만 역(특별출연)
- 2011년 OCN 금요 미니시리즈 《신의 퀴즈 2》 ... 장규태 역
- 2011년 KBS2 월화 미니시리즈 《포세이돈》 ... 한상군 역
- 2011년 SBS 수목 대기획 드라마 《뿌리깊은 나무》 ... 박은 역
- 2011년 MBC 토요 미니시리즈 《심야병원》 ... 구동만 역
- 2012년 MBC 저녁 일일시트콤 《스탠바이》 ... 류정우 역
- 2012년 OCN 일요 미니시리즈 《신의 퀴즈 3》 ... 장규태 역
- 2012년 SBS 드라마 스페셜 《유령》 ... 신경수 역
- 2012년 KBS2 주말연속극 《내 딸 서영이》 ... 강기범 역
- 2013년 KBS2 월화 미니시리즈 《광고천재 이태백》 ... 강한철 역
- 2013년 SBS 드라마 스페셜 《주군의 태양》 ... 김귀도 역
- 2013년 MBC 주말연속극 《사랑해서 남주나》 ... 은희재 역
- 2014년 SBS 월화 미니시리즈 《닥터 이방인》 ... 문형욱 역
- 2014년 tvN 월화 미니시리즈 《마이 시크릿 호텔》 ... 이무양 역
- 2014년 OCN 일요 미니시리즈 《닥터 프로스트》 ... 천상원 역
- 2014년 OCN 수목 미니시리즈 《신의 퀴즈 4》 ... 장규태 역 (우정출연)
- 2015년 MBC 저녁 일일연속극 《불굴의 차여사》 ... 차진규 원장 역
- 2015년 KBS2 수목 미니시리즈 《착하지 않은 여자들》 ... 한충길 역
- 2015년 tvN 월화 미니시리즈 《신분을 숨겨라》 ... 이명근 역
- 2015년 SBS 주말 특별기획 드라마 《애인 있어요》 ... 백준상 역
- 2016년 KBS2 주말연속극 《아이가 다섯》 ... 장민호 역
- 2016년 MBC 수목 미니시리즈 《굿바이 미스터 블랙》 ... 서진탁 역
- 2016년 SBS 드라마 스페셜 《푸른 바다의 전설》 ... 허일중 회장 역
- 2017년 MBC 월화 특별기획 드라마 《별별 며느리》 ... 박상구 역
- 2017년 SBS 드라마 스페셜 《이판사판》 ... 사정도 역
- 2017년 KBS2 주말연속극 《같이 살래요》 ... 연찬구 역
- 2018년 KBS2 월화 미니시리즈 《최고의 이혼》 ... 조구호 역
- 2018년 OCN 수목 미니시리즈 《신의 퀴즈: 리부트》 ... 장규태 역 (우정출연)
- 2018년 OKSUSU 웹 드라마《너 미워! 줄리엣》 ... 이동재 역
- 2019년 SBS 월화 미니시리즈 《초면에 사랑합니다》 ... 도완배 역 (특별출연)
- 2019년 KBS2 저녁 일일연속극 《태양의 계절》 ... 최태준 역
- 2019년 JTBC 월화 미니시리즈 《보좌관 - 세상을 움직이는 사람들 시즌2》 ... 강삼영 역
- 2020년 KBS2 수목 미니시리즈 《영혼수선공》 ... 이택경 역
- 2020년 SBS 금토 미니시리즈 《앨리스》 ... 태이 부 역
- 2020년 KBS2 수목 미니시리즈 《바람피면 죽는다》 ... 박재근 역
- 2021년 JTBC 수목 미니시리즈 《시지프스 : the myth》 ... 황현승 역
- 2021년 KBS1 저녁 일일연속극 《속아도 꿈결》 ... 금종화 역
- 2022년 NEXFILX 오리지널 시리즈 드라마 《소년심판》 ... 김동효 역 (특별출연)
- 2022년 JTBC 주말 미니시리즈 《디 엠파이어 : 법의 제국》 ... 안 수석 역
- 2022년 KBS2 월화 미니시리즈 《커튼콜》 ... 철진 역
- 2023년 MBC 《꼭두의 계절》 ... 병원장 역
- 2023년 Disney+ 오리지널 시리즈 《사랑이라 말해요》 ... 윤대홍 역
- 2023년 tvN 수목 미니시리즈 《스틸러:일곱 개의 조선통보》
- 2024년 JTBC 주말 미니시리즈 《옥씨부인전》 … 박준기 역
- 2025년 KBS2TV 주말드라마     《화려한 날들》

### 영화
- 1996년: 《맥주가 애인보다 좋은 일곱가지 이유》 - 조부 역
- 1996년: 《투캅스 2》 - 영화감독 역
- 1997년: 《테러리스트 2》 - 부하들 역
- 2001년: 《인디안 썸머》 - 황병호 변호사 역
- 2001년: 《라이방》 - 최 상무 역
- 2001년: 《노랑머리 2》
- 2002년: 《쓰리》
- 2002년: 《연애소설》 - 수인 부 역
- 2004년: 《바람의 전설》 - 박 반장 역
- 2005년: 《공공의 적 2》 - 김 의원 역
- 2005년: 《친절한 금자씨》 - 세현 누나 역
- 2006년: 《아랑》 - 부검의 역
- 2006년: 《한반도》 - 외교통상부장관 역
- 2006년: 《천하장사 마돈나》 - 사장 역(특별출연)
- 2006년: 《우리들의 행복한 시간》 - 외삼촌 역
- 2007년: 《쏜다》 - 형사과장 역
- 2007년: 《수》 - 강력2반 형사반장 역
- 2007년: 《우리동네》 - 구 형사 역
- 2008년: 《추격자》 - 기수대장 역
- 2008년: 《동거, 동락》 - 태훈 역
- 2008년: 《걸스카우트》 - 한 상무 역
- 2008년: 《아버지와 마리와 나》 - 영규 역
- 2008년: 《소년 감독》 - 청량리역 역직원 역
- 2009년: 《마린 보이》 - 도박남 역(우정출연)
- 2009년: 《독》 - 박 장로 역
- 2009년: 《하늘과 바다》 - 정환 역
- 2010년: 《의형제》 - 국정원 차장 역
- 2010년: 《그랑프리》 - 선박 관리인 역(우정출연)
- 2010년: 《돌이킬 수 없는》 - 성식 부 역
- 2011년: 《수상한 고객들》 - PB 역
- 2011년: 《고지전》 - 최 대령 역
- 2012년: 《연가시》 - 보건부장관 역
- 2015년: 《세계일주》 - 파출소장 역
- 2017년: 《브이아이피》 - 경찰 간부 역
- 2018년: 《마녀》 - 구 선생 역
- 2023년: 《귀공자》 - 한 회장 역
- 2023년: 《더 문》 - 대통령 역
- 2023년: 《비공식작전》 - 비서실장 역
- 2024년: 《탈출: 프로젝트 사일런스》 - 비서실장 역

### 광고
- 1996년 대상 뉴케어
- 2011년 러시앤캐시
- 2020년 ~ 페퍼저축은행
- 2020년 ~ 라이즈 오브 킹덤즈

### 연극
- 2000년 《이자의 세월》
- 2000년 《돼지비계》
- 1999년 《오늘》
- 1983년 《쥐덫》 (양재성 연출, 우리극단 마당 제 21회 공연) 트롯터 역

### 라디오 프로그램
- 2015년 EBS FM 《EBS 책 읽는 라디오 낭독 시리즈》

## 수상 및 후보
| 연도 | 시상식       | 부문                           | 작품        | 결과 |
| ---- | ------------ | ------------------------------ | ----------- | ---- |
| 2013 | SBS 연기대상 | 미니시리즈부문 남자 특별연기상 | 주군의 태양 | 후보 |
| 2021 | KBS 연기대상 | 일일드라마부문 남자 우수연기상 | 속아도 꿈결 | 후보 |